# Андріс Веян
А́ндріс Ве́ян  — (справжнє ім'я Калнач Донат Геронімович) — (*20 квітня 1927) — латвійський поет.

## Біографія
Шевченкові присвятив поезії «Кобзар» (1957), «Розмова Райніса з Тарасом на засланні» (1965) та нарис «Так розмовляють з батьком» (1969). Автор статей про Шевченка «Безсмертя великого Кобзаря» (1961) та «Прометей України» (1964).